# Gira internacional del Club Deportivo Universidad Católica (fútbol) en 1950

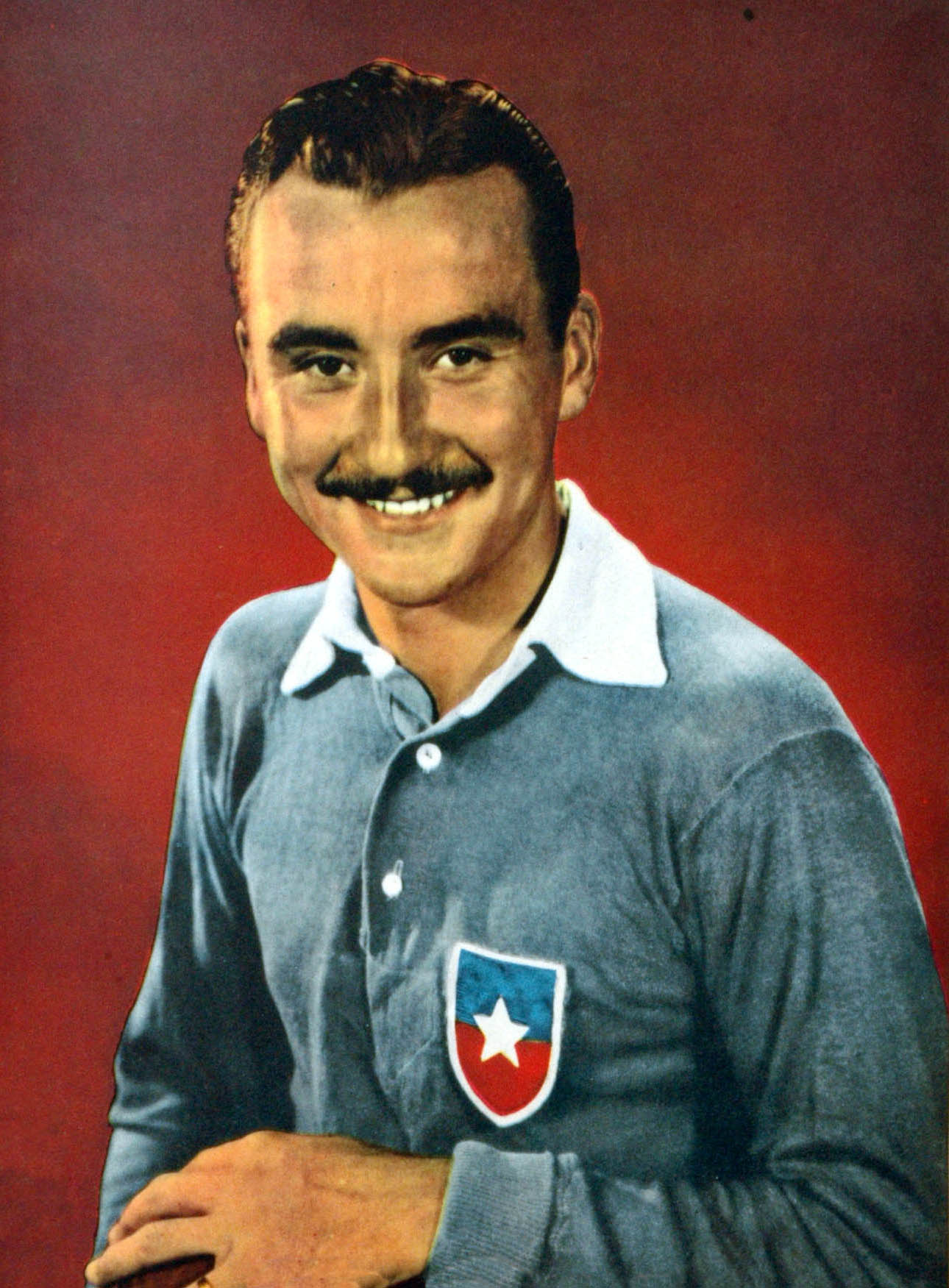
Sergio Livingstone, arquero de Universidad Católica en 1950.

La gira internacional del Club Deportivo Universidad Católica en 1950 fue la primera campaña futbolística, de carácter amistoso, que realizó la institución en el extranjero. Esa experiencia deportiva en Europa, iniciada el 26 de marzo y finalizada el 1 de mayo del mismo año, constituyó el regreso de un equipo chileno a tierras europeas después de veintitrés años. En su viaje, Universidad Católica visitó España, Francia (donde no jugó), Bélgica y Alemania. 
Sus rivales por orden cronológico fueron Atlético de Madrid, Sevilla, la Selección de Cataluña, FC Saarbrücken, Real Mallorca, RFC Lieja, Rot-Weiss Essen y Bayern Múnich. Como parte de esa experiencia internacional de 1950, el club chileno ganó el Torneo Internacional de Pascua ante el mencionado FC Saarbrücken, y en Sevilla obtuvo una copa de plata pura por su deportividad.
El recuento final de la gira arrojó los siguientes resultados: ocho partidos disputados, dos triunfos, dos empates y cuatro derrotas.

## Antecedentes

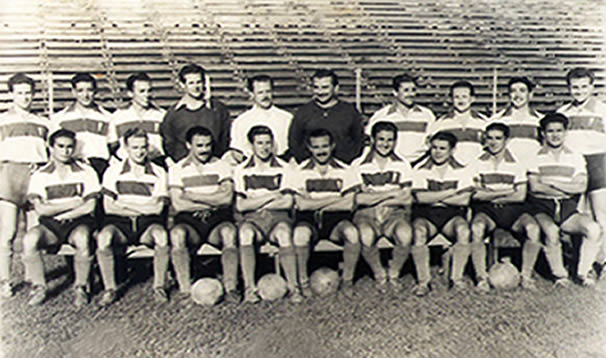
Primer equipo campeón de Universidad Católica.

Tras vencer 2-0 a Everton de Viña del Mar por el torneo de Primera División de Chile de 1949, se originó en el club la idea de emprender una gira al extranjero. El encargado de realizar las gestiones fue José de Mendizábal, nacido en España y residente en Chile. Su primer inconveniente estuvo en que las autoridades relacionadas con el deporte pensaban que Universidad Católica era un club de categoría universitaria. Finalmente obtuvo una invitación del Gobierno de España.
En esa época el Club Deportivo Universidad Católica estaba encabezado por el presidente Enrique Casorzo, el vicepresidente Alejandro Duque y los directores Jorge Soza, Mario Livingstone, Óscar Pérez y René Martorell, entre otros. De esa plana mayor el encargado de realizar la travesía fue Jorge Soza, acompañado del expresidente del club Óscar Álvarez y José de Mendizábal, quien llegó días antes. Junto a ellos viajaron el entrenador Alberto Buccicardi y los jugadores Sergio Livingstone, Sergio Litvak, Manuel Arriagada, Fernando Roldán, Luis Vidal, Raúl Andere, Manuel Álvarez, Hernán Carvallo, Miguel Busquets, Freddy Wood, Rodolfo Almeyda, Luis Lindorfo Mayanés, Jaime Vásquez, Andrés Prieto, Raimundo Infante, Antonio Ciraolo y Federico Monestés. Wood, Andere y Busquets integraban la nómina como refuerzos. El equipo cruzado ya no contaba con José Manuel Moreno, su gran figura en 1949.

### España

#### Madrid: Encuentro con el Club Atlético de Madrid
El 22 de marzo, Universidad Católica llegó al Aeropuerto de Barajas, Madrid, España. Al día siguiente, José Moscardó, Conde del Alcázar de Toledo, recibió a sus directivos con un vino de honor. El 25 de marzo, los viajeros visitaron el Instituto de Cultura Hispánica.
En lo deportivo, el equipo chileno enfrentó al Atlético de Madrid en el Estadio Metropolitano el 27 de marzo, donde igualó 1-1 con tantos de Mayanés para el conjunto visitante y de Agustín para los locales; el encuentro con los Cruzados se transformó en el cuarto partido con un equipo sudamericano que los Rojiblancos tuvieron en 1950, y el primero de Universidad Católica en su gira por Europa. La prensa destacó el trabajo del portero Sergio Livingstone y del anotador del gol Cruzado, señalando además:

«(...) comprobaron los aficionados que el preparador del conjunto campeón de Chile llevaba la razón al decir que ellos no eran una 'estudiantina en vacaciones' sino un conjunto de profesionales».

| 26 de marzo de 1950 | Atlético de Madrid | 1:1 (1:1) | Universidad Católica | Estadio Metropolitano, Madrid |                       |
|                     | Agustín 22'        |           | Mayanés 21'          | Árbitro(s): Caballero         | Árbitro(s): Caballero |

#### Sevilla: Encuentro con el Sevilla Fútbol Club
En su paso por Sevilla, los dirigentes del club chileno fueron recibidos por el gobernador civil, Alfonso Orti y Meléndez Valdés, y la delegación en pleno por el alcalde José María Piñar y Miura. En Castilleja de Guzmán, los jugadores visitaron el Colegio Mayor de Santa María del Buen Aire, y recibieron una réplica de la Giralda. En el aspecto deportivo, Universidad Católica perdió 3-1 ante Sevilla. El descuento fue anotado por Carvallo. jugador que además convirtió un gol posteriormente anulado. Por la corrección deportiva demostrada, el equipo chileno recibió un trofeo entregado por el capitán del Sevilla.
| 1 de abril de 1950 | Sevilla                             | 3:1 (1:1) | Universidad Católica | Estadio de Nervión, Sevilla |                    |
|                    | Oñoro 23' · Pineda 66' · Ramoní 67' |           | Carvallo 37'         | Árbitro(s): Méndez          | Árbitro(s): Méndez |

#### Cataluña: Torneo Internacional de Pascua

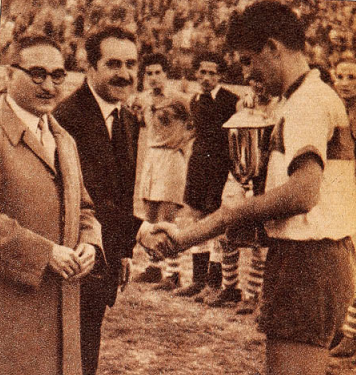
Premiación del Torneo Internacional de Pascua realizado en Cataluña en 1950.

Un hito importante del viaje lo constituyó el Torneo Internacional de Pascua en Cataluña, triangular amistoso que incluyó también a la Selección de Cataluña y FC Saarbrücken de Alemania. La recaudación obtenida en el Torneo Internacional de Pascua, proveniente de la venta de abonos para sus partidos, fue en beneficio de hospitales en Barcelona, asociación de prensa de la misma ciudad y la Mutual Deportiva de Cataluña. Las bases del torneo estipularon que todos los equipos debían enfrentarse entre sí. El evento contó con la organización de la Federación Catalana de Fútbol y el patrocinio del gobernador civil de la provincia. Por ese motivo al galardón en disputa se le denominó "Trofeo del Excemo. Gobernador Civil". La Selección de Cataluña convocó a siete jugadores del F.C. Barcelona, seis del Español y tres del Gimnàstic. Su entrenador era Pepe Nogués. En el partido inaugural del torneo, Universidad Católica empató 1-1 frente a los catalanes el 8 de abril, con un gol de Raimundo Infante.
| 8 de abril de 1950 | Selección de Cataluña | 1:1 (1:0) | Universidad Católica | Camp de Les Corts, Barcelona, España                                     |                                                                          |
|                    | Artigas 33'           |           | Infante 90'          | Asistencia: Sin información de espectadores Árbitro(s): Barderi (España) | Asistencia: Sin información de espectadores Árbitro(s): Barderi (España) |

En la final del Torneo Internacional de Pascua, Universidad Católica venció 2-0 a FC Saarbrücken, equipo entrenado por Ossi Müller, quedándose con el título. Ambos goles fueron anotados por Fernando Riera.
| 10 de abril de 1950 | Universidad Católica  | 2:0 (0:0) | FC Saarbrücken | Camp de Les Corts, Barcelona, España                                  |                                                                       |
|                     | Riera 15' · Riera 27' |           |                | Asistencia: Sin información de espectadores Árbitro(s): Azón (España) | Asistencia: Sin información de espectadores Árbitro(s): Azón (España) |

#### Palma de Mallorca: Fin del periplo en España
El cierre de la gira por España se produjo ante Real Mallorca el 19 de abril. El encuentro disputado en Palma de Mallorca terminó 2-0 a favor de los locales con goles de Pancho y Ferer —a los 23 y 30 minutos del primer y segundo tiempo respectivamente. La alineación chilena estuvo conformada por Livingstone, Arriagada, Roldán, Álvarez, Carvallo, Busquets, Vásquez, Prieto, Infante y Monestés y Riera, mientras que por los locales, la actuación estuvo a cargo de Caldentey, Fernández, Urcelay, Perales, Pancho, Pomar, Alorda, Iriarte, Manolo, Mascaró y Ferrer.
| 19 de abril de 1950 | Real Mallorca           | 2:0 (1:0) | Universidad Católica | Lluís Sitjar, Mallorca, España |                              |
|                     | Pancho 23' · Ferrer 84' |           |                      | Árbitro(s): Barderi (España)   | Árbitro(s): Barderi (España) |

### Otros países

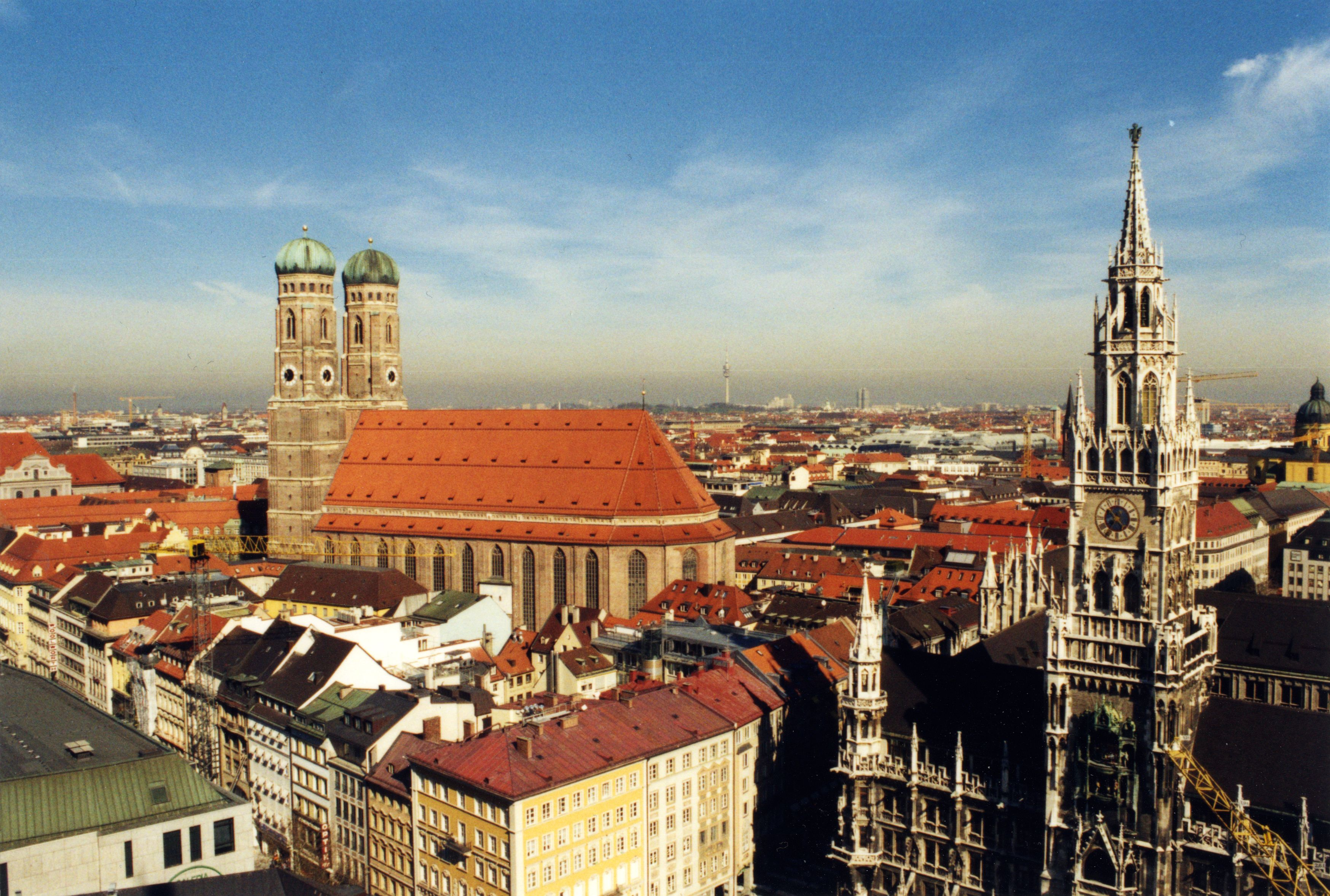
Múnich fue la última ciudad incluida en la gira.

Desde España, los chilenos siguieron rumbo en tren a París, Francia. El delantero Raimundo Infante, que también era artista y arquitecto, estuvo un día completo en el Museo del Louvre. Otros jugadores como Hernán Carvallo disfrutaban de paseos por las calles parisinas. El plantel disfrutó además de los espectáculos del Folies Bergère. Luego de tres días en esa ciudad viajaron a Bélgica, y veinticuatro horas después enfrentaron a RFC Lieja bajo una intensa nevazón. El equipo belga venció 4-3. Los tres descuentos de Universidad Católica fueron anotados por Jaime Vásquez.
| 24 de abril de 1950 | RFC Lieja       | 4:3 (0-0)* | Universidad Católica |                                             |                                             |
|                     | Sin información |            | Jaime Vásquez        | Asistencia: Sin información de espectadores | Asistencia: Sin información de espectadores |

* Sin información sobre el resultado parcial del primer tiempo.
El 27 de abril, mientras recorría Alemania, Universidad Católica sufrió la derrota más abultada de la gira, cayó 4-0 ante el Rot-Weiss Essen.
| 27 de abril de 1950 | Rot-Weiss Essen | 4:0 (0:0)* | Universidad Católica |  |  |
|                     | Sin información |            | Sin información      |  |  |

* Sin información sobre el resultado parcial del primer tiempo.
El 1 de mayo, también en Alemania, derrotó 4-3 a Bayern Múnich en Múnich culminando la travesía.
| 1 de mayo de 1950 | Bayern Múnich   | 3:4 (0:0)* | Universidad Católica |  |  |
|                   | Sin información |            | Sin información      |  |  |

* Sin información sobre el resultado parcial del primer tiempo.

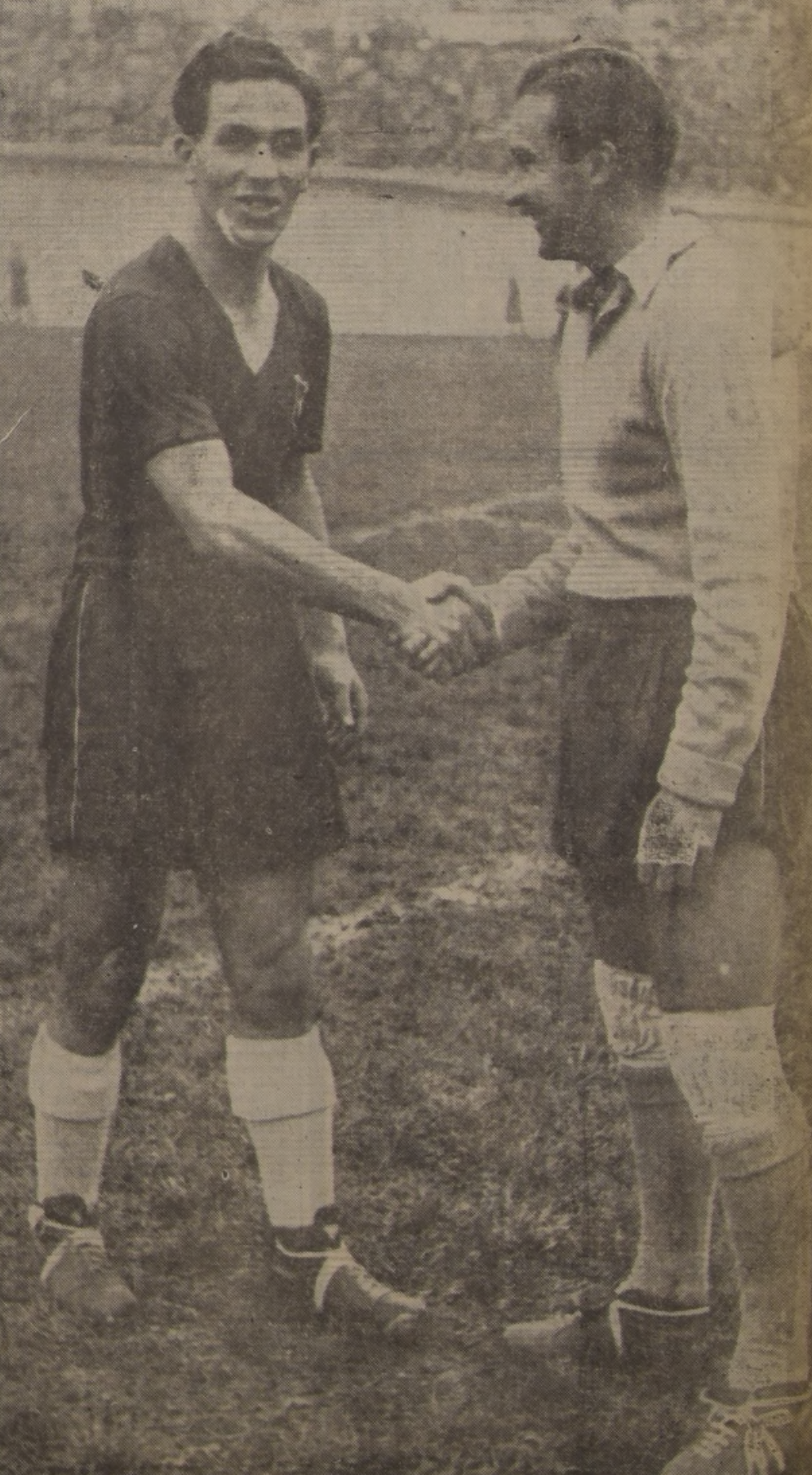
Saludo entre Jorge Robledo y Sergio Livingstone en el triunfo 3-2 de Universidad Católica sobre la Selección chilena en 1950.

La gira pudo prolongarse por Italia y Yugoslavia, pero varios jugadores cursaban estudios superiores. Después de regresar a su país, Universidad Católica venció 3:2 a la Selección de fútbol de Chile el 21 de mayo, ante aproximadamente 45 000 espectadores reunidos en el Estadio Nacional.

### Resultados
Según el libro 75 Años Cruzados por una pasión, publicado en 2012 por Cruzados SADP, empresa administradora del club, los rivales y marcadores de los ocho partidos disputados por Universidad Católica fueron:
| Fecha       | País                | Ciudad    | Equipo local          | Equipo visitante     | Marcador | Goles U.Católica      |
| ----------- | ------------------- | --------- | --------------------- | -------------------- | -------- | --------------------- |
| 26 de marzo | Bandera de España   | Madrid    | Atlético de Madrid    | Universidad Católica | 1-1      | Luis Lindorfo Mayanés |
| 1 de abril  | Bandera de España   | Sevilla   | Sevilla               | Universidad Católica | 3-1      | Hernán Carvallo       |
| 8 de abril  | Bandera de España   | Barcelona | Selección de Cataluña | Universidad Católica | 1-1      | Raimundo Infante      |
| 10 de abril | Bandera de España   | Barcelona | FC Saarbrücken        | Universidad Católica | 0-2      | Fernando Riera (2)    |
| 19 de abril | Bandera de España   | Mallorca  | Real Mallorca         | Universidad Católica | 2-0      | -                     |
| 24 de abril | Bandera de Bélgica  | Lieja     | RFC Lieja             | Universidad Católica | 4-3      | Jaime Vásquez (3)     |
| 27 de abril | Bandera de Alemania | Essen     | Rot-Weiss Essen       | Universidad Católica | 4-0      | -                     |
| 1 de mayo   | Bandera de Alemania | Múnich    | Bayern Múnich         | Universidad Católica | 3-4      | Sin información       |

A continuación el resumen de los resultados obtenidos en cada país:
| España          | España             |
| --------------- | ------------------ |
| P. jugados      | 5                  |
| P. ganados      | 1                  |
| P. empatados    | 2                  |
| P. perdidos     | 2                  |
| Goles a favor   | 5                  |
| Goles en contra | 7                  |
| Goleadores      | Fernando Riera (2) |

| España          | España             |
| --------------- | ------------------ |
| P. jugados      | 5                  |
| P. ganados      | 1                  |
| P. empatados    | 2                  |
| P. perdidos     | 2                  |
| Goles a favor   | 5                  |
| Goles en contra | 7                  |
| Goleadores      | Fernando Riera (2) |

| Bélgica         | Bélgica           |
| --------------- | ----------------- |
| P. jugados      | 1                 |
| P. ganados      | 0                 |
| P. empatados    | 0                 |
| P. perdidos     | 1                 |
| Goles a favor   | 3                 |
| Goles en contra | 4                 |
| Goleador        | Jaime Vásquez (3) |

| Bélgica         | Bélgica           |
| --------------- | ----------------- |
| P. jugados      | 1                 |
| P. ganados      | 0                 |
| P. empatados    | 0                 |
| P. perdidos     | 1                 |
| Goles a favor   | 3                 |
| Goles en contra | 4                 |
| Goleador        | Jaime Vásquez (3) |

| Alemania        | Alemania            |
| --------------- | ------------------- |
| P. jugados      | 2                   |
| P. ganados      | 1                   |
| P. empatados    | 0                   |
| P. perdidos     | 1                   |
| Goles a favor   | 7                   |
| Goles en contra | 4                   |
| Goleador        | Sin datos oficiales |

| Alemania        | Alemania            |
| --------------- | ------------------- |
| P. jugados      | 2                   |
| P. ganados      | 1                   |
| P. empatados    | 0                   |
| P. perdidos     | 1                   |
| Goles a favor   | 7                   |
| Goles en contra | 4                   |
| Goleador        | Sin datos oficiales |

P. jugados = Partidos jugados; P. ganados = Partidos ganados; P. empatados = Partidos empatados; P. perdidos = Partidos perdidos.

El balance total de la gira fue:
| PJ | PG | PE | PP | GF | GC | DIF | PTS |
| -- | -- | -- | -- | -- | -- | --- | --- |
| 8  | 2  | 2  | 4  | 12 | 18 | -6  | 6   |

PJ = Partidos jugados; PG = Partidos ganados; PE = Partidos empatados; PP = Partidos perdidos; GF = Goles a favor; GC = Goles en contra; DIF = Diferencia de gol; PTS = Puntos

## Jugadores destacados
Luego del empate 1-1 del equipo chileno ante Atlético de Madrid, el periódico La Vanguardia destacó la ubicación y seguridad de manos del arquero Sergio Livingstone, jugador que rechazó una oferta del club europeo para quedarse en España y unirse a sus filas. En la derrota 3-1 de Universidad Católica frente a Sevilla, ABC mencionó a Andrés Prieto como la figura del encuentro. Tras el triunfo 2-0 de Universidad Católica sobre FC Saarbrücken, El Mundo Deportivo elogió a la defensa en forma íntegra, e individualmente a jugadores como Andrés Prieto, Luis Lindorfo Mayanés y Fernando Riera. En cuanto al aporte goleador, sobresalen los 3 goles convertidos por Jaime Vásquez ante RFC Lieja y las dos anotaciones de Fernando Riera en la final del Torneo Internacional de Pascua.